# À coup sûr (X-Files)
À coup sûr (Surekill) est le 8e épisode de la saison 8 de la série télévisée X-Files. Dans cet épisode, Scully et Doggett sont confrontés à un tueur doté d'une vision à rayons X.

## Résumé
À Worcester (Massachusetts), Carlton Chase est poursuivi par un assaillant inconnu. Arrêté par la police, il est mis en cellule mais continue à crier qu'il n'est pas en sécurité. Il est alors tué soudainement. Scully et Doggett viennent enquêter sur ce meurtre commis apparemment avec une balle perforante depuis un conduit de ventilation.

## Distribution
- Gillian Anderson : Dana Scully
- Robert Patrick : John Doggett
- Michael Bowen : Dwight Cooper
- Kellie Waymire : Tammi Peyton
- Patrick Kilpatrick : Randall Cooper
- Joe Sabatino : le capitaine Al Triguero
- Tom Jourden : Carlton Chase

## Accueil

### Audiences
Lors de sa première diffusion aux États-Unis, l'épisode réalise un score de 8 sur l'échelle de Nielsen, avec 12 % de parts de marché, et est regardé par 13,30 millions de téléspectateurs.

### Accueil critique
L'épisode obtient des critiques globalement négatives. Zack Handlen, du site The A.V. Club, lui donne la note de B-. John Keegan, du site Critical Myth, lui donne la note de 3/10. Paula Vitaris, de Cinefantastique, lui donne la note de 1,5/4. Dans leur livre sur la série, Robert Shearman et Lars Pearson lui donnent la note de 1/5. Le site Le Monde des Avengers lui donne la note de 1/4.